# タウラン事件
タウラン事件（-じけん）は、昭和11年（1936年）3月29日から4月1日の間に、日本・満州国と外蒙古の間で起きた軍事紛争である。

## 概要
オラホドガ事件など満州西部国境での軍事衝突が多発したことから、関東軍は力には力で対抗する方針を固めた。関東軍は、渋谷安秋大佐を司令官とする渋谷支隊を増援することにした。渋谷支隊は、独立混成第1旅団の所属部隊から編成され、歩兵1個大隊を基幹に山砲1個小隊や戦車1個中隊（軽装甲車9両）などを伴った機械化部隊だった。また、ハイラルに松村黄次郎中佐の指揮する戦闘機隊が進出した。
3月上旬に渋谷支隊はアッスル廟に進出すると、拉致された満州国の警察官を救助しようとして、外蒙軍と小さな衝突が起きた。
3月29日、日本軍・満州国軍（満軍）の協同偵察部隊が、中隊長指揮下で自動車で行動していたところ、外蒙軍機2機から機銃掃射を受けた。トラックは全車が破損し、1台が大破して鹵獲された。外蒙軍は、日本軍が国境に50km侵入してアジクドロン国境監視所を攻撃し、ボルンデルス監視所も攻撃したと言い張った。
3月31日、渋谷支隊は、自動車化歩兵1個中隊（重機関銃2・速射砲1）と装甲車数両、満州国軍若干をタウラン地区の偵察に出動させた。すると、外蒙軍機12機が飛来して70発の爆弾を投下し、機銃掃射を繰り返した。爆弾の多くは不発で損害はなく、対空砲火で3機を撃墜、3機を不時着させ、2機を損傷させた。
空襲に続いて、外蒙軍は機械化部隊を繰り出して渋谷支隊に接触した。外蒙軍の兵力は、騎兵300騎・自動車化歩兵1個中隊・装甲車約10両（45mm砲装備）で、渋谷支隊より優勢だった。渋谷支隊は、平本鈴雄少尉の指揮する軽装甲車隊を偵察に出したが、湿地で行動不能になったところを外蒙軍装甲車隊に包囲攻撃された。軽装甲車2両が破壊され、平本少尉は戦死、残骸と遺体は持ち去られた。日本側の随伴歩兵・輜重兵が肉薄攻撃で応戦し、支隊主力も助けに駆け付けて山砲で砲撃、外蒙軍を撃攘した。渋谷支隊は、外蒙軍の装甲車を鹵獲して帰還した。
4月1日、日本軍は戦闘・偵察各1個中隊の航空隊を出撃させた。航空隊は、タウランに向けて移動中の外蒙軍車列60両（装甲車20両を含む）を発見し、襲撃を敢行した。外蒙軍は追い散らされた。
5月下旬、タウラン事件についての捕虜交換が行われ、負傷して拉致された日本兵・満軍兵12名と、外蒙軍兵12名が交換された。平本少尉らの遺体11体も返還された。兵器と人命を消耗した責任を問われ、渋谷大佐は予備役に編入された。ソ連側の文献は、オラホドガ事件について記録する一方、タウラン事件についての記録は発見されていない。